# سيمون أوستين
سيمون أوستين (بالإنجليزية: Simon Austin)‏ هو كاتب أغاني ومغني ومهندس الصوت أسترالي، ولد في 9 أكتوبر 1966 في ملبورن في أستراليا.